# Вакцинація проти COVID-19 у Новій Зеландії
Вакцинація проти COVID-19 в Новій Зеландії — це кампанія масової імунізації населення Нової Зеландії проти COVID-19 під час пандемії коронавірусної хвороби. Вакцинація проти COVID-19 у Новій Зеландії розпочалася 20 лютого 2021 року, та проводилась усьому населенню країни старшому 5 років. Дітей віком від 5 до 11 років повинні супроводжувати батьки, опікуни або законні представники на прийом і надати згоду на вакцинацію. Станом на 1 вересня 2021 року будь-хто в Новій Зеландії, незалежно від свого імміграційного статусу, має право на вакцинацію.

## Відстеження вакцини
Міністерство охорони здоров'я майже щодня оприлюднювало кількість наявної вакцини. З 30 серпня 2021 року статистичні дані про вакцинацію відсутні. Збільшення попиту на вакцинацію, спричинене спалахом у серпні 2021 року, означає, що плани, зібрані раніше, не дають належного порівняння з фактичними цифрами вакцинації. Наступні графіки наведено станом на 23:59 7 грудня 2021 року за новозеландським літнім часом.

## Схвалення вакцин
Основною вакциною уряду Нової Зеландії та бустерною вакциною є вакцина Pfizer–BioNTech проти COVID-19. Вакцина AstraZeneca проти COVID-19 доступна для всіх віком від 18 років з 29 листопада 2021 року, хто хоче іншу вакцину, або не може отримати вакцину Pfizer.
Станом на початок 2021 року в Новій Зеландії місцевий регулятор схвалив три вакцини — Pfizer–BioNTech, Janssen та Oxford–AstraZeneca. Вони схвалені відповідно до розділу 23 закону про лікарські засоби умовно.
Компанія «Medsafe» надала заявку на вакцину Novavax проти COVID-19, деякі дані знаходяться на стадії оцінки, інші дані мають надати заявники. На березень 2021 року вакцина не схвалена.
Статус вакцин
| Назва вакцини      | Хід схвалення             | Кількість      | Необхідна кіькість доз на особу | Вакцина схвалена | Початок введення  |
| ------------------ | ------------------------- | -------------- | ------------------------------- | ---------------- | ----------------- |
| Pfizer–BioNTech    | схвалено до застосування  | 10 мільйонів   | 2                               | 3 лютого 2021    | 20 лютого 2021    |
| Janssen            | схвалено для застосування | 5 мільйонів    | 1                               | 7 липня 2021     | ще ні             |
| Oxford–AstraZeneca | схвалено для застосування | 7,6 мільйона   | 2                               | 22 липня 2021    | 29 листопада 2021 |
| Novavax            | схвалено для застосування | 10,72 мільйона | 2                               | 4 лютого 2022    | ще ні             |

### Вакцини на стадії досліджень
| Вакцина    | Тип (технологія) | I фаза       | II фаза      | III фаза     | Кількість учасників клінічного дослідження |
| ---------- | ---------------- | ------------ | ------------ | ------------ | ------------------------------------------ |
| ReCOV      | Субодинична      | В очікуванні | В очікуванні | В очікуванні | 160                                        |
| CoV2-OGEN1 | Субодинична      | ще ні        | В очікуванні | В очікуванні | 45                                         |
| Valneva    | Inactivated      | В очікуванні | В очікуванні | В очікуванні | 300                                        |

## План проведення вакцинації
| Порядок    | Пріоритетна група | Кількість включених (приблизно) | Дози, введені станом на 23:59 26 жовтня 2021 року | Status   |
| ---------- | --- | ------------------------------- | ------------------------------------------------- | -------- |
| 1 група    | |                                 |                                                   |          |
| 1a         | Особи в центрах ізоляції/працюючі в центрах ізоляції                                                                                            | 66,451                          | 1 доза: 66,767 2 доза: 65,205                     | Триває   |
| 1b         | Сім'ї та побутові контакти | 66,451                          | 1 доза: 66,767 2 доза: 65,205                     | Триває   |
| 2 група    | |                                 |                                                   |          |
| 2a         | Медичні працівники безпосереднього контакту (за межами кордону), які можуть заражатися COVID-19 під час надання медичної допомоги               | 661,183                         | 1 доза: 661,231 2 доза: 621,689                   | Триває   |
| 2b         | Медичні працівники безпосереднього контакту, які можуть наражати вразливих людей на COVID-19                                                    | 661,183                         | 1 доза: 661,231 2 доза: 621,689                   | Триває   |
| 2b         | Особи з групи ризику, які живуть у місцях із високим ризиком передачі або контакту з COVID-19                                                   | 661,183                         | 1 доза: 661,231 2 доза: 621,689                   | Триває   |
| 2b         | Сили оборони Нової Зеландії | 661,183                         | 1 доза: 661,231 2 доза: 621,689                   | Триває   |
| 2b         | Персонал, який безпосередньо взаємодіє з клієнтами та транспортними та логістичними службами, які безпосередньо підтримують програму вакцинації | 661,183                         | 1 доза: 661,231 2 доза: 621,689                   | Триває   |
| 3 група    | |                                 |                                                   |          |
| 3a         | Особи 75+ | ≈1,700,000                      | 1 доза: 793,481 2 доза: 746,741                   | Триває   |
| 3b         | Особи 65+ | ≈1,700,000                      | 1 доза: 793,481 2 доза: 746,741                   | Триває   |
| 3c         | Особи з хронічними захворюваннями або обмеженими можливостями або                                                                               | ≈1,700,000                      | 1 доза: 793,481 2 доза: 746,741                   | Триває   |
| 3c         | є інвалідами, або можуть доглядати за особою з інвалідністю, або вагітні (у будь-якому триместрі), або є дорослими, які перебувають під опікою. | ≈1,700,000                      | 1 доза: 793,481 2 доза: 746,741                   | Триває   |
| 4 група    | |                                 |                                                   |          |
| 4          | Особи віком від 60 років | 2,136,481                       | 1 доза: 2,136,491 2 доза: 1,585,195               | Триває   |
|            | Особи віком від 55 років | 2,136,481                       | 1 доза: 2,136,491 2 доза: 1,585,195               | Триває   |
|            | Особи віком від 50 років | 2,136,481                       | 1 доза: 2,136,491 2 доза: 1,585,195               | Триває   |
|            | Особи віком від 40 років | 2,136,481                       | 1 доза: 2,136,491 2 доза: 1,585,195               | Триває   |
|            | особи віком від 30 років | 2,136,481                       | 1 доза: 2,136,491 2 доза: 1,585,195               | Триває   |
|            | Особи віком від 12 років | 2,136,481                       | 1 доза: 2,136,491 2 доза: 1,585,195               | Триває   |
| Інші групи | |                                 |                                                   |          |
| –          | Олімпійська команда Нової Зеландії | 220                             | 1 доза: 220 2 доза: 220                           | Виконано |
| –          | Паралімпійська команда Нової Зеландії | 29                              | 1 доза: 29 2 доза: 29                             | Виконано |
| –          | Спецназ в операції «Kōkako» (евакуація з Афганістану)                                                                                           | 80                              | 1 доза: 80 2 доза: 80                             | Виконано |

Наступні причини для поїздок за кордон мають право розглядатися для проведення ранньої вакцинації:
- отримати доступ до критичної медичної допомоги, яка недоступна в Новій Зеландії для себе або своїх утриманців
- відвідати найближчого родича, який помирає
- щоб забезпечити критичний догляд і захист залежної особи, наприклад, своєї дитини.
- для захисту безпеки та захисту права Нової Зеландії на самоврядування
- для схвалених урядом гуманітарних заходів у рамках зобов'язань Нової Зеландії щодо допомоги іноземним державам, міжнародного реагування на стихійні лиха або підтримки тихоокеанських країн і тихоокеанських країн у відновленні після пандемії COVID-19
- для участі у великих міжнародних заходах, де поїздка необхідна для представлення Нової Зеландії
- для торговельних переговорів національного значення.

## Історія

### Неофіційні ініціативи
Наприкінці серпня 2020 року вебсайт «Stuff» повідомляв, що кілька бізнесменів і колишніх політиків (включаючи колишнього депутата парламенту Росса Меранта та колишнього лідера Національної партії та партії ACT Дона Браша) намагалися імпортувати з Росії недостатньо перевірену вакцину «Гам-COVID-Вак» (також відому як «Спутник V») в Нову Зеландію. Вони заснували компанію під назвою «Covax-NZR Limited», і подали документи через російське посольство, щоб встановити механізми постачання та розподілу для імпорту вакцини. Росс Мерант був єдиним директором і акціонером компанії. Вакцинолог з Університету Окленда Гелен Петусіс-Гарріс попередила, що використання неперевірених вакцин може зашкодити глобальним зусиллям з розробки безпечних і ефективних вакцин проти COVID-19.
17 серпня 2021 року французька біотехнологічна компанія «Valneva» розпочала дослідження своєї вакцини проти COVID-19 у координації з «Pharma Sols». Компанія шукала 300 дорослих у Новій Зеландії, старших 56 років, які не заразилися COVID-19 і не отримали вакцину від COVID-19. Клінічні дослідження в Новій Зеландії проходили у 8 центрах «Pacific Research Network» по всій країні. За словами провідного дослідника-координатора досліджень у Новій Зеландії та директора «Southern Clinical Trials Christchurch» д-ра Саймона Карсона, Нова Зеландія була обрана через меншу кількість випадків у країні та повільніший рівень вакцинації.

### Офіційні закупівлі
12 жовтня 2020 року уряд Нової Зеландії підписав угоду з компаніями Pfizer і BioNTech про закупівлю 1,5 мільйона доз вакцини Pfizer-BioNTech проти COVID-19, яких достатньо для 750 тисяч осіб. Робоча група зі стратегії вакцинації проти COVID-19 також вступила в переговори з іншими фармацевтичними компаніями щодо надання вакцин. Крім того, уряд створив фонд у розмірі 66,3 мільйона доларів для підтримки програми імунізації від COVID-19, щойно вакцина буде готова.
17 грудня 2020 року прем'єр-міністр Джасінда Ардерн оголосила, що уряд Нової Зеландії придбав ще два види вакцини для Нової Зеландії, Островів Кука, Ніуе, Токелау та тихоокеанських партнерів Самоа, Тонга та Тувалу у фармацевтичних компаній AstraZeneca та Novavax. Уряд закупив 7,6 мільйона доз (достатньо для 3,8 мільйона осіб) у AstraZeneca та 10,72 мільйона доз (достатньо для 5,36 мільйона осіб) у Novavax. Обидві вакцини потребують введення двох доз, та будуть безкоштовними для новозеландців. Уряд уже придбав 750 тисяч курсів вакцини у Pfizer/BioNTech і 5 мільйонів у Janssen Pharmaceutica.
3 лютого 2021 року прем'єр-міністр Ардерн тимчасово схвалила вакцину Pfizer-BioNTech проти COVID-19 для використання в Новій Зеландії. Перші партії вакцини мали надійти наприкінці березня 2021 року, причому пріоритет буде надано працівникам, які безпосередньо беруть участь у боротьбі з епідемією, та вразливим верствам населення. До 10 лютого уряд офіційно дозволив використання вакцини Pfizer-BioNTech проти COVID-19 у Новій Зеландії. Вакцина була схвалена лише для осіб віком від 16 років. До 8 березня уряд Нової Зеландії забезпечив додаткові 8,5 мільйонів доз вакцини Pfizer-BioNTech.
4 листопада американська фармацевтична компанія «Novavax» подала заявку на отримання тимчасового дозволу від «Medsafe» на використання її вакцини проти COVID-19 у Новій Зеландії.
10 листопада уряд оголосив, що вакцина Oxford–AstraZeneca проти COVID-19 стане доступною з кінця листопада 2021 року для невеликої кількості осіб віком від 18 років, які за медичними показаннями не можуть отримати вакцину Pfizer.

### Бустерні вакцинації
На початку серпня 2021 року генеральний директор служби охорони здоров'я Нової Зеландії Ешлі Блумфілд підтвердив, що міністерство охорони здоров'я веде переговори з фармацевтичною компанією «Pfizer» щодо придбання бустерних вакцин для протидії можливому ослабленню імунітету.
Після спалаху варіанту Дельта у серпні 2021 року речник опозиційної Національної партії Кріс Бішоп закликав уряд терміново придбати бустерні дози вакцини Pfizer. Цей заклик суперечив порадам Всесвітньої організації охорони здоров'я про те, що немає достатніх доказів того, що вони потрібні, і що заможні країни, скуповуючи запаси вакцин, ускладнять біднішим країнам отримання перших доз. 25 серпня 2021 року публікація Національної партії в соціальних мережах, яка стверджувала, що надлишкові запаси вакцини не є бустерами, була розкритикована за неточність вченими Гелен Петусіс-Гарріс і Елісон Кемпбелл.

### Вакцинальна дипломатія
16 квітня 2021 року Джасінда Ардерн оголосила, що Нова Зеландія передасть 1,6 мільйона доз вакцини проти COVID-19 через міжнародну програму обміну вакцинами. Цієї кількості буде достатньо для вакцинації 800 тисяч осіб, багато з яких будуть медичними працівниками та вразливими людьми на тихоокеанських островах. Під час повідомлення Ардерн також виступала за «команду з 7,8 мільярдів» на основі риторики уряду «команда з 5 мільйонів».
9 вересня 2021 року прем'єр-міністр Ардерн підтвердила, що Нова Зеландія закупила 250 тисяч додаткових доз вакцини Pfizer в Іспанії в рамках угоди з прем'єр-міністром Іспанії Педро Санчесом. Перша партія мала надійти 10 вересня. Крім того, Ардерн підтвердила, що Нова Зеландія отримає 1,8 мільйона доз Pfizer протягом вересня.
12 вересня 2021 року Ардерн підтвердила, що Нова Зеландія закупила 500 тисяч доз вакцини Pfizer у Данії в рамках угоди з прем'єр-міністром Данії Метте Фредеріксеном. Перша партія надійшла до країни в середині наступного тижня.
31 березня 2022 року уряд Фіджі прийняв пропозицію Нової Зеландії щодо постачання 50 тисяч доз педіатричної вакцини Pfizer для проведення вакцинації проти COVID-19 на Фіджі.

## Хронологія вакцинації

### Лютий-березень 2021 року
20 лютого 2021 року 100 медсестер стали першими людьми в Новій Зеландії, які отримали вакцину Pfizer–BioNTech проти COVID-19. У другому кварталі року мали вакцинувати медичних працівників, працівників закладів першої необхідності та групи ризику. Загальне населення мали вакцинувати у другому півріччі.
1 березня 28 працівників порту Тауранга отримали першу дозу вакцини Pfizer-BioNTech проти COVID-19.
10 березня міністр з питань реагування на COVID-19 Кріс Гіпкінс оголосив про план проведення вакцинації проти COVID-19 з використанням вакцини Pfizer-BioNTech.
26 березня Рада охорони здоров'я округу Кентербері була змушена вимкнути свою систему запису на щеплення від COVID-19 після того, як представник громадськості виявив уразливість у безпеці, яка розкрила відомості про 716 осіб, які зареєструвалися для користування системою. Особа, яка знайшла вразливість, назвала розробника системи некомпетентним. Тривалий час систему бронювання не було відновлено.
29 березня рада охорони здоров'я округу Гокс-Бей розкритикувала міністерство охорони здоров'я за недоліки та затримки в проведенні вакцинації проти COVID-19, стверджуючи, що це створило простір для укорінення антивакцинаторів і теорій змови.

### Квітень 2021 року
7 квітня міністерство охорони здоров'я повідомило, що загальна кількість щеплень сягнула 90286, з них 19273 — другі щеплення.
12 квітня Джасінда Ардерн підтвердила, що 86 % працівників, які безпосередньо беруть участь у боротьбі з епідемією, отримали принаймні одне щеплення від COVID-19; що становить 3472 із 4010 працівників.
14 квітня загальна кількість щеплень сягнула 135585, з них 30194 — другі дози.
15 квітня міністр з питань реагування на COVID-19 Гіпкінс підтвердив, що представники громадськості, які не були в першочерговому списку для вакцинації проти COVID-19, отримували вакцинацію, щоб запобігти марній витраті запасів. Відповідь Гіпкінса послідувала за зверненнями уряду до медичного персоналу в останню хвилину зробити щеплення до закінчення терміну придатності доз і неофіційними повідомленнями про те, що в деяких клініках приймають «тих, хто прийшов на цю хвилину» з тієї ж причини.
21 квітня загальна кількість щеплень сягнула 183351, з них 42771 — другою дозою.
28 квітня загальна кількість щеплень сягнула 232588, з них 60024 — другою дозою.

### Травень 2021 року
5 травня загальна кількість щеплень досягла 300 тисяч, з яких 217603 — перші дози та 87297 — другі. Це на 3 % перевищило загальні завдання уряду.
10 травня вебсайт «Stuff» повідомив, що клініки загальної практики в Окленді почали вакцинацію населення, а медичний центр «Waiheke» в Онероа був зареєстрований як перша така медична установа, яка почала вакцинацію пацієнтів.
12 травня загальна кількість щеплень сягнула 388877, з них 120090 — другою дозою.
19 травня загальна кількість щеплень сягнула 474435, з них 152933 — другою дозою.

### Червень 2021 року
9 червня 2021 року міністр з питань реагування на COVID-19 Кріс Гіпкінс повідомив, що Нова Зеландія отримає 1 мільйон доз вакцини Pfizer–BioNTech у липні, в результаті чого загальна кількість отриманих доз вакцини досягне понад 1,9 мільйона.
21 червня компанія «Medsafe» надала тимчасовий дозвіл на введення вакцини Pfizer—BioNTech дітям віком від 12 до 15 років.

### Липень 2021 року
7 липня компанія «Medsafe» надала тимчасове схвалення однодозовій вакцині Janssen проти COVID-19 для застосування в осіб віком від 18 років.
19 липня газета «Otago Daily Times» повідомила, що фармацевтична школа Університету Отаго не змогла виконати запит міністерства охорони здоров'я щодо навчання вакцинаторів, оскільки для цього курсу був потрібен незалежний координатор, щоб акредитувати його. Менеджер з імунізації міністерства охорони здоров'я Кет Блер підтвердила, що консультативний центр з імунізації в Окленді був єдиним надавачем курсів вакцинації в країні. Того ж дня міністр з питань реагування на COVID-19 Кріс Гіпкінс підтвердив, що партія з понад 370 тисяч доз вакцини Pfizer прибула до Нової Зеландії, що дозволило продовжити вакцинацію після уповільнення протягом останнього місяця.
Станом на 20 липня рада охорони здоров'я Південного округу повідомила про введення 100 тисяч доз у регіонах Отаго та Саутленд, зосередившись на особах віком від 65 років, і особах з хронічними захворюваннями та інвалідністю. 19 липня 2021 року військовий корабель Королівського флоту Нової Зеландії «HMNZS Wellington» доставив 120 флаконів вакцини Pfizer–BioNTech проти COVID-19 на атол Нукунону в Токелау, чого було достатньо для вакцинації 720 осіб.
30 липня 2021 року перша масова вакцинація в Новій Зеландії розпочалася в Південному Окленді в Технологічному інституті Манукау та «Vodafone Events Center» з метою вакцинувати принаймні 15500 осіб протягом 3 днів вакциною Pfizer—BioNTech в одній із зон найвищого ризику в країні. Спочатку запрошення було надіслано 12500 студентам і співробітникам інституту, яким було сказано, що вони також можуть запросити членів сім'ї. Однак після того, як на вакцинацію було заброньовано лише близько 3 тисячі осіб, районні управління охорони здоров'я Окленда надіслали 140 тисяч запрошень, щоб досягти цільового запису. У заході взяли участь дюжина вакцинаторів, які намагалися робити одне щеплення кожні 90 секунд, щоб впоратися з великою кількістю людей.

### Серпень 2021 року
Станом на 4 серпня загальна кількість щеплень у Новій Зеландії досягла 2021024, з яких 769708 — другі дози. Того ж дня міністерство охорони здоров'я переробило карту щеплень. Було спрощено картку вакцинації (видалено поля «номер партії» та «термін дії»), завдяки чому вакцинатори її можуть заповнювати швидше. Це допоможе зробити процес вакцинації більш ефективним, особливо в умовах великого обсягу, таких як масові заходи вакцинації. Картка має виріз, щоб її можна було легко розпізнати, а також збільшено розмір шрифту та колірну контрастність. Ці зміни покращують доступність картки для незрячих та слабозрячих людей.
12 серпня прем'єр-міністр Джасінда Ардерн оголосила, що уряд прискорить вакцинацію, дозволивши особам із усіх відповідних вікових груп записатися на вакцинацію до 1 вересня 2021 року. До 12 серпня 15,4 % населення отримали одну дозу, 21,6 % були повністю вакциновані, і 63 % залишилися нещепленими.
Також 12 серпня генеральний директор служби охорони здоров'я доктор Ешлі Блумфілд заявив, що стандартний проміжок часу між першою та другою дозами вакцини стане 6 тижнів. У своїй заяві доктор Блумфілд сказав: «Перехід до довшого інтервалу дозволяє нам швидше ввести першу дозу більшій кількості людей, що означає надання більшій кількості людей часткового захисту раніше. Це важлива частина нашої підготовки до можливого спалаху більш заразного дельта-варіанту вірусу».
15 серпня уряд визнав, що 828 (приблизно 32 %) з 2611 портових працівників країни не були щеплені. У раді охорони здоров'я рагіону Бей-оф-Пленті 235 портових працівників були повністю вакциновані, 33 отримали одну дозу, а 249 не були щеплені.
17 серпня прем'єр-міністр країни оголосила, що вакцинацію буде призупинено на 48 годин у відповідь на загальнонаціональний карантин 4 рівня.
19 серпня прем'єр-міністр оголосила, що кабінет міністрів схвалив вакцину для використання у дітей віком від 12 до 15 років. Якщо батьки вже записані на вакцинацію, вони можуть взяти на вакцинацію своїх дітей, які мають право на неї. Через непорозуміння серед персоналу 20 серпня працівники відвернули сімї від центру вакцинації в Роторуа. Згодом рада охорони здоров'я району вибачилася за непорозуміння. Того ж дня управління охорони здоров'я Південного округу підтвердило, що клініки масової вакцинації від COVID-19 будуть відкриті в Данідіні та Інверкаргіллі. Управління також підтвердило, що веде переговори зі 100 місцевими провайдерами в Південному регіоні і регіоні Отаго для надання послуг вакцинації. «Winton Pharmacy» стала першою сільською аптекою, яка пропонувала щеплення в регіоні Саутленд.
20 серпня міністерство охорони здоров'я розширило групу пріоритетів вакцинації, включивши в неї «персонал, який взаємодіє з клієнтами, а також персонал транспортних і логістичних служб, які безпосередньо підтримують програму вакцинації», що включає служби попередження рівня 4, такі як супермаркети, аптеки та автозаправні станції.
21 серпня прем'єр-міністр повідомила, що була рекордна кількість замовлень на вакцину: 20 серпня їх було понад 150 тисяч. Того ж дня було щеплено 56843 особи. Також того дня працювали 1700 пунктів вакцинації, включаючи лікарів загальної практики та фармацевтів.
22 серпня Кріс Гіпкінс повідомив, що понад мільйон жителів Нової Зеландії були повністю вакциновані. На той час було введено 2,75 мільйона доз, а в системі «Book My Vaccine» є 1,5 мільйона активних бронювань.
24 серпня віце-прем'єр-міністр Грант Робертсон повідомив, що 23 серпня Нова Зеландія ввела найбільшу кількість доз вакцини — понад 63 тисячі. Цей рекорд був перевищений наступного дня, коли було введено 80 тисяч доз вакцини.
26 серпня жінка з міста Папамоа повідомила, що не змогла вакцинувати своїх двох дітей віком від 12 до 15 років, незважаючи на заяву уряду, згідно з якою діти віком від 12 до 15 років мають право на вакцинацію без попереднього запису. Пізніше інспектор відділу охорони здоров'я округу Бей-оф-Пленті визнав, що кілька центрів вакцинації намагалися впоратися з рекордним попитом на послуги вакцинації.
27 серпня медичний заклад іві маорі нгаті-таху «Te Kaika» оголосив про відкриття нового центру масової вакцинації на стадіоні «Форсітт-бар» у Данідіні в координації з «Te Roopu Maori» та Асоціацією студентів тихоокеанських островів Університету Отаго. Їх метою було вакцинувати 6 тисяч студентів протягом 2 днів. Того ж дня відкрився центр вакцинації для вихідців з тихоокеанських островів у «Pacific Trust Otago» в передмісті Данідіна Каверсам.
29 серпня рада охорони здоров'я округу Бей-оф-Пленті привернула увагу засобів масової інформації після того, як вихідцям з тихоокеанських островів у Тауранга попросили взяти з собою паспорти, щоб перевірити, чи є вони сезонними працівниками. Місцевий медичний працівник Самелі Тонгатеа порівняв цю перевірку з рейдами з виявлення нелегальних мігрантів з тихоокеанських островів 1970-х років. Згодом рада з охорони здоров'я округу вибачилася за завдану шкоду. В уряді також уточнили, що право на щеплення мали як резиденти, так і нерезиденти країни. Того самого дня по всій країні було вакциновано 49500 осіб; встановивши новий національний рекорд. Станом на 29 серпня було введено 3,33 мільйона доз вакцини; 2,17 мільйона осіб отримали першу дозу, а 1,16 мільйона отримали другу дозу вакцини. Понад 50 % відповідного населення отримали свою першу дозу вакцини.

### Вересень 2021 року
З 1 вересня 2021 року кожен житель Нової Зеландії віком від 12 років (незалежно від імміграційного статусу) має право на вакцинацію. Крім того, в уряді підтвердили, що розрив між першою та другою вакцинами буде збільшено до 6 тижнів.
16 вересня уряд запустив програму вакцинації, відому як «Shot Bro», щоб допомогти доставити вакцини в громади з нижчим рівнем вакцинації або з труднощами доступу до служб вакцинації. Перші три автобуси було передано Північному регіональному координаційному центру охорони здоров'я. Програма «Shot Bro» створена за моделлю австралійської мобільної програми вакцинації автобусів «Jabba the Bus», і спрямована на підвищення рівня вакцинації в громадах маорі та вихідців з тихоокеанських островів, які мають нижчий рівень вакцинації. Програма «Shot Bro» також доповнює мобільну програму вакцинації «Te Hau Ora Ō Ngāpuhi» у північному місті Кайкохе.
У відповідь на низькі показники вакцинації серед вихідців з тихоокеанських островів лідери самоанської громади в Окленді, включаючи старшого лікаря загальної практики «Baderdrive Doctors» Сіровая Фуатаї, створено пересувні заклади вакцинації, націлені на передмістя Південного Окленда зі значним населенням самоанців, зокрема Мангере, Фавона, Папатоето, Отара і Манурева.

### Жовтень 2021 року
У відповідь на карантинні заходи у Вайкато, запроваджені 3 жовтня 2021 року, прем'єр-міністр Джасінда Ардерн заявила, що карантинні заходи триватимуть, якщо рівень вакцинації в країні не зросте.
7 жовтня понад 7 тисяч вихідців з тихоокеанських островів були вакциновані під час акції «Збери своє селище».
11 жовтня уряд оголосив, що медичні працівники та працівники з інвалідністю, включаючи лікарів загальної практики, медсестер і фармацевтів, повинні пройти повну вакцинацію до 1 грудня 2021 року, а всі вчителі та працівники дошкільного віку повинні бути повністю вакциновані до 1 січня 2022 року, при відмові від вакцинації можна буде втратити роботу.
12 жовтня прем'єр-міністр і міністерство охорони здоров'я оголосили, що 16 жовтня по всій країні буде проведено телевізійний захід «Vaxathon» «Суперсубота» (англ. Super Saturday), щоб підвищити національні показники вакцинації. «Vaxathon» буде висвітлюватися кількома ЗМІ, включаючи «Newshub», «Māori Television», і сторінці Hahana у Facebook. Колишній прем'єр-міністр сер Джон Кі висловив підтримку, вперше запропонувавши цю ідею під час інтерв'ю «Newstalk ZB» у серпні 2021 року.
16 жовтня відбувся цілоденний загальнонаціональний телемарафон з вакцинації («Vaxathon»), у якому брали участь зіркові гості та медичні працівники в скоординованій міжплатформній трансляції на «TVNZ 2», «Three», «Māori Television», «CH200» та різних онлайн-каналах. Ця подія призвела до рекордної кількості щеплень: до 15:00 було введено понад 100 тисяч доз із цільовою кількістю у 150 тисяч доз. Суперсубота побила рекорди вакцинації: за день було введено 39025 перших доз і 90977 других доз, тобто 2,5 % усього населення країни отримали вакцинацію цього дня. Це був найбільший показник за один день для маорі: було зроблено 21815 щеплень. Більше половини доз, отриманих громадою маорійців, були першими дозами. Подія також була широко успішною для новозеландців тонганського походження, оскільки приблизно 5 % тонганців Нової Зеландії отримали вакцинацію в Суперсуботу.
23 жовтня уряд вніс зміни до наказу про вакцинацію, щоб визнати кілька вакцин з міжнародним визнанням на додаток до вакцини Pfizer. Це рішення дозволило групі приземлених пілотів Air New Zealand, які отримали вакцинію за кордоном, відновити роботу.
26 жовтня Джасінда Ардерн і міністр із трудових відносин Майкл Вуд повідомили про запровадження обов'язкової вакцинації для низки груп населення, згідно чого вимагалося від усіх працівників готельного бізнесу та певних галузей послуг, таких як тренажерні зали, салони краси та перукарні, пройти вакцинацію протягом 4 тижнів, інакше вони ризикують втратити роботу. Цю заяву привітали виконавчий директор «Hospitality New Zealand» Джулі Вайт і виконавчий директор Асоціації ресторанів Маріса Бідуа, які також висловили занепокоєння щодо нерішучості щодо вакцинації, що призвело до звільнення персоналу та нестачі робочої сили. Виконавчий директор асоціації роздрібної торгівлі Нової Зеландії Грег Гарфорд привітав обов'язкову вакцинацію, але заявив, що роботодавцям потрібен правовий захист, щоб протистояти ризику судових позовів з боку працівників, які не хочуть вакцинуватися.
Станом на 31 жовтня 75 % відповідного населення були повністю вакциновані. До країни було доставлено 6,8 мільйонів доз вакцини, у тому числі 3,1 мільйона повторних доз. 80 % жителів Окленда (приблизно 1,1 мільйона осіб) також прийняли обидві дози вакцини проти COVID-19.

### Листопад 2021 року
3 листопада міністр з питань реагування на COVID-19 Кріс Гіпкінс підтвердив, що уряд створить «центральний процес» для затвердження протипоказів щодо вакцинації. Повідомлення Гіпкінса прозвучало на тлі занепокоєння працівників освіти та охорони здоров'я з приводу розповсюдження та продажу підроблених сертифікатів вакцинації лікарями, які не підтримують вакцинацію. Гіпкінс також уточнив, що продаж або безкоштовна роздача сертифікатів щодо вакцинації є незаконним.
Станом на 4 листопада 89 % жителів Нової Зеландії, які відповідають вимогам, отримали першу дозу, тоді як 77 % відповідного населення були повністю вакциновані.
Станом на 7 листопада ради охорони здоров'я Вайтемати, Окленда, округів Манукау, Столиці та узбережжя, Кентербері та Південного округу досягли порогу в 90 % охоплення для перших доз вакцини Pfizer проти COVID-19.
16 листопада Гіпкінс запустив державну картку «My Vaccine Pass», яку можна використовувати як сертифікат вакцинації для різноманітних публічних заходів, гостинних, громадських, спортивних та релігійних зібрань. Того ж дня Ардерн підтвердила, що з 15 грудня кордони Окленда відкриються для вакцинованих або протестованих осіб.
24 листопада парламент Нової Зеландії прийняв закон про боротьбу з COVID-19 (щодо вакцинації) 2021 року, який дозволяє підприємствам звільняти працівників, які відмовляються робити щеплення проти COVID-19.
26 листопада уряд розширив обов'язкову вкцинацію на поліцію Нової Зеландії та Сили оборони Нової Зеландії. Персонал цих силових структур повинен був пройти вакцинацію проти COVID-19 до 17 січня 2022 року.
У листопаді 2021 року Китайська консультативна мережева група провела захід з вакцинації в торговому центрі South City у Крайстчерчі, орієнтований на китайські громади міста. У цій спробі вакцинації взяла участь медсестра, яка розмовляє китайською мовою, при цьому вдалося щепити 90 осіб. Цей захід з вакцинації отримав фінансування від міністерства у справах етнічних спільнот «Вакцина проти COVID-19». Станом на 26 грудня 2021 року понад 99 % азійської спільноти в Новій Зеландії були повністю вакциновані.

### Грудень 2021 року
1 грудня Кріс Гіпкінс оголосив, що уряд планує схвалити вакцину Pfizer-BioNTech для дітей віком від 5 до 11 років з кінця січня 2022 року. Регуляторне агентство «Medsafe» також підтвердило, що воно оцінює безпеку вакцини для дітей цієї вікової групи. Кабінет міністрів повинен буде схвалити вакцину після того, як вона буде схвалена «Medsafe».
На початку грудня кілька місцевих рад, у тому числі міська рада Данідіна районна рада Тімару, Оклендська рада та міська рада Веллінгтона, запровадили правила, які вимагають від людей пред'являти пропуски на вакцинацію, щоб отримати доступ до об'єктів ради, включаючи басейни, бібліотеки, заклади та офіси. Інші місцеві ради, включаючи міську раду Інверкаргілла, окружну раду Саутленда, окружну раду Гор і окружні ради Вайтакі, заявили, що дозволять людям доступ до своїх закладів без перепусток на вакцинацію.
21 грудня 2021 року Гіпкінс повідомив, що інтервал між другою дозою та ревакцинацією буде скорочено з 6 до 4 місяців; завдяки чому 82 % вакцинованих жителів Нової Зеландії будуть мати право на ревакцинацію до кінця лютого 2022 року. Крім того, Гіпкінс оголосив, що всі відповідні прикордонні та медичні працівники повинні будуть отримати ревакцинацію. Міністр також підтвердив, що з 17 січня 2022 року педіатричні дози вакцини Pfizer будуть вводитися дітям віком від 5 до 11 років.

### Січень-лютий 2022 року
17 січня 2022 року діти віком від 5 років отримали право на щеплення вакциною Pfizer. Вони отримають дитячу версію вакцини Pfizer, з меншою дозою та меншим об'ємом. У рамках запуску 17 січня в клініках було введено 120 тисяч доз вакцини Pfizer. 17 січня міністерство охорони здоров'я повідомило, що по всій Новій Зеландії дітям віком від 5 до 11 років було введено 14367 перших доз дитячої (педіатричної) вакцини.
9 лютого лідер Національної партії Нової Зеландії Крістофер Луксон закликав уряд опублікувати чіткий графік для припинення обов'язкової вакцинації. У відповідь прем'єр-міністр Джасінда Ардерн заявила, що сертифікати про вакцинацію та обов'язкова вакцинація залишатимуться в силі лише до тих пір, поки існуватиме вагоме обґрунтування від служби охорони здоров'я. Подібні настрої висловив міністр реагування на COVID-19 Кріс Гіпкінс, який заявив, що обов'язкова вакцинація залишається під постійним переглядом.
25 лютого Гіпкінс оголосив, що невакцинованим дітям і підліткам буде дозволено брати участь у шкільних спортивних і позакласних заходах відповідно до фази 3 плану заходів країни на варіант Омікрон. Він також уточнив, що для тих, хто бере участь в організованих школами заходах, не вимагатиметься перепустка з вакцинацією та вимога щодо вакцинації.

### Березень-травень 2022 року
1 березня Кріс Гіпкінс підтвердив, що уряд схвалив вакцину Novavax проти COVID-19 для осіб віком від 18 років. Очікувалося, що перші дози надійдуть до країни пізніше цього місяця.
23 березня Джасінда Ардерн оголосила, що з 23:59 4 квітня 2022 року уряд припинить дію обов'язкової вакцинації для працівників освіти, поліції та сил оборони та підприємств, яким потрібні сертифікати про вакцинацію. Крім того, вимоги «My Vaccine Pass» також будуть скасовані з 4 квітня о 17:00 год. Ці зміни є частиною ширшого перегляду вимог щодо «червоних налаштувань» країни із системи захисту від COVID-19.
Станом на 29 березня за останні 2 тижні було використано 1300 доз вакцини Novavax.
24 травня газета The New Zealand Herald повідомила, що уряд виділив із бюджету Нової Зеландії на 2022 рік 473 мільйони новозеландських доларів на закупівлю та введення можливої четвертої дози вакцини проти COVID-19. Ця сума включала виділення 284,3 мільйона новозеландських доларів на реалізацію стратегії імунізації проти COVID-19 і виділення 189,2 мільйона новозеландських доларів на придбання додаткової кількості мРНК-вакцин проти COVID-19 у 2022 і 2023 роках.

### Червень-вересень 2022 року
21 червня парламент вніс поправки до Закону про ліки 1981 року, щоб дозволити особам, які, як вважають, мають ризик зараження COVID-19, отримати другу ревакцинацію. Уряд також зазначив, що підтвердить групи людей, які мають право на четверту дозу вакцини Pfizer.
28 червня міністр з питань реагування на COVID-19 Айша Веррал повідомила, що обов'язкова вакцинація працівників виправних установ і прикордонних працівників буде скасована 2 липня 2022 року. На той час 100 % персоналу виправних установ і 97 % активних прикордонних працівників були повністю вакциновані проти COVID-19.
12 вересня Джасінда Ардерн оголосила, що вимоги щодо вакцинації та тестування для всіх осіб, які прибувають до країни, закінчаться о 23:59 12 вересня. Крім того, обов'язкова вакцинація для всіх медичних працівників та працівників з інвалідністю закінчується о 23:59 26 вересня. Деякі роботодавці можуть вимагати від працівників вакцинації через свої законодавчі зобов'язання щодо охорони здоров'я та безпеки.

### Листопад-грудень 2022 року
7 листопада Радіо Нової Зеландії повідомило, що імунітет населення Нової Зеландії до COVID-19 ослаб через довгі перерви між бустерними дозами та минулими інфекціями, та новими закордонними штамами COVID-19, такими як XBB і BQ.1. У відповідь кілька експертів у сфері охорони здоров'я, зокрема епідеміолог Майкл Бейкер, імунолог Анна Брукс і вакцинолог Гелен Петузіс-Гарріс, закликали відновити обов'язкове використання масок і державну підтримку розповсюдження вакцин, у тому числі двовалентних вакцин.
8 листопада міністр з питань реагування на COVID-19 Верралл визнала, що уряд наразі не планує запускати щорічну вакцинацію проти COVID-19, але консультується з експертами.
Після попереднього схвалення «Medsafe», 16 грудня генеральний директор служби охорони здоров'я та міністри уряду дозволили використання педіатричної вакцини Pfizer проти COVID-19 для дітей віком від 6 місяців до 4 років із ризиком важкого перебігу захворювання, якщо вони заразяться COVID-19. Міністерство охорони здоров'я очікувало, що вакцина буде доступна з лютого 2023 року.
21 грудня Medsafe попередньо схвалив використання двох двовалентних бустерних вакцин Omicron BA.1 і BA.4/5 від Pfizer для осіб старших 12 років, які отримали перші дві дози вакцинації проти COVID-19.

### 2023 рік
9 лютого Medsafe схвалив версію педіатричної вакцини Pfizer для дітей віком від 6 місяців до 4 років.
23 лютого міністр охорони здоров'я Айша Веррал підтвердила, що з 1 квітня 2023 року двовалентна вакцина проти COVID-19 стане доступною для людей старше 30 років. Ця двовалентна вакцина забезпечує захист від варіанту Омікрон.
1 квітня люди віком від 30 років, які не мали ревакцинації або позитивного тесту на COVID-19 протягом останніх шести місяців, отримали право на двовалентну вакцину Pfizer BA.4/5, яка націлена на варіант Омікрон.
2 квітня прем'єр-міністр Кріс Гіпкінс і міністр охорони здоров'я Верралл взяли участь у заході з вакцинації проти грипу та COVID-19, щоб закликати осіб, які мають на це право, зробити щеплення напередодні зимового сезону грипу.
22 травня медичний директор Консультативного центру з імунізації Ніккі Тернер висловила занепокоєння з приводу відсутності невідкладності щодо повторних щеплень від COVID-19. Станом на 12 травня дані міністерства охорони здоров'я підтвердили, що 52,5 % осіб, які відповідають вимогам (приблизно 893157 осіб), отримали другу дозу ревакцинації проти COVID-19. Крім того, 289402 особи отримали третю бустерну дозу.

## Громадська думка

### Офіційні опитування
Починаючи з вересня 2020 року, «Horizon Research» спільно зі Школою охорони здоров'я населення Оклендського університету провели серію опитувань громадської думки про ставлення та настрої дорослих новозеландців щодо вакцинації проти COVID-19. Перші два опитування, проведені з вересня по грудень 2020 року, показали, що 69 % населення приймуть «добре перевірену та схвалену» вакцину проти COVID-19, тоді як 24 % навряд чи приймуть вакцину, а 16 % будуть проти вакцинації. Підтримка вакцинації була найсильнішою серед респондентів віком 65 років і старше, тоді як вагання щодо вакцинації були найсильнішими серед маорі та жителів тихоокеанських островів, батьків з дітьми в домогосподарстві, та осіб з нижчими доходами та освітою.
У лютому 2021 року третє опитування громадської думки показало, що 71,4 % із 1317 респондентів готові зробити щеплення проти COVID-19, тоді як 7,2 % не впевнені, а 21,4 % навряд чи отримають вакцинацію проти COVID-19, якщо їм запропонують. Основні проблеми, виявлені в опитуванні, включаючи занепокоєння щодо довгострокових наслідків вакцинації та недостатню інформацію. Найбільш сприйнятливими до вакцинації проти COVID-19 були особи віком 65 років і старші, і 18–24 роки.
У березні 2021 року четверте опитування громадської думки показало, що 69 % респондентів готові зробити щеплення проти COVID-19, тоді як 15 % (за оцінками, 612200 дорослих) зробили б вакцинацію негайно, якби вона була доступна. Кількість осіб, які, ймовірно, не зроблять вакцинацію, залишилася на рівні 9,4 %, тоді як 20 % респондентів (за оцінками, 798 тисяч) навряд чи зроблять вакцинацію проти COVID-19, якщо їм запропонують. Відсоток маорі та тихоокеанських народів, які навряд чи зроблять вакцинацію, знизився з піку в 27 % і 34 % відповідно в грудні 2020 року до 18 % і 9 %. Однак відсоток тих, хто, ймовірно, зроблять щеплення, не змінився настільки суттєво.
У квітні 2021 року п'яте опитування громадської думки показало, що 77 % респондентів готові зробити щеплення від COVID-19. Кількість тих, хто навряд чи зробить вакцинацію, впало до 12 %, а тих, хто «безумовно не зробить» вакцинацію, впало до 7,8 %. Кількість маорі, готових отримати вакцинацію, зросла з 64 % у березні 2021 року до 71 % у квітні 2021 року. Кількість тихоокеанських остров'ян, готових отримати вакцину, зросла з 59 % до 79 %. Районні ради охорони здоров'я, де ймовірність респондентів зробити вакцинацію була нижчою, ніж у середньому по країні, включали Вайкато, Лейкс, Тайраухіті, Вангануі, Хатт, Вайрарапу, Західне узбережжя та Південний Кентербері.
У травні 2021 року шосте опитування громадської думки показало, що 80 % респондентів готові зробити щеплення від COVID-19. Ті, хто навряд чи приймуть вакцинацію, залишилися на рівні 13 %, тоді як ті, хто «безумовно не приймуть вакцинацію», залишаться на рівні 7 %. Кількість маорі, готових отримати вакцину, зросла до 7 5 %, тоді як кількість тихоокеанських остров'ян, які бажають отримати вакцинацію, дещо впала до 78 %. Опитування показало, що 77 % респондентів вважають, що люди в Новій Зеландії можуть вибирати, робити їм щеплення чи ні. Крім того, 72 % респондентів вважали, що вакциновані люди все одно можуть заразитися COVID-19; що збільшилось з 57 % у квітні 2021 року.
У червні 2021 року сьоме опитування громадської думки показало, що 72 % осіб, які не були щеплені, ймовірно, отримають вакцинацію, що менше порівняно з 77 % у попередньому місяці. 66 % респондентів маорі та 55 % тихоокеанських остров'ян, які не були вакциновані, ймовірно, отримають вакцинацію. Загалом 81 % респондентів вважали важливим, щоб у Новій Зеландії всі, хто міг зробити щеплення, отримали вакцинацію.

### Неофіційні опитування
20 травня 2020 року опитування «Stickybeak» серед 605 респондентів, проведене для «The Spinoff», показало, що 65 % респондентів хотіли б зробити щеплення, якби вакцина проти COVID-19 стала доступною. Навпаки, 20 % відповіли, що не впевнені, тоді як 16 % відповіли ні.
У лютому 2021 року додаткове опитування громадської думки «The Spinoff» показало, що 53 % респондентів приймуть схвалену медицину вакцину проти COVID-19, 25 % будуть проти вакцинації проти COVID-19, а 22 % не впевнені.
У березні 2021 року опитування громадської думки 1040 учасників, проведене викладачем комунікацій Університету Мессі Джагадішем Такером, показало, що 36 % респондентів із ентузіазмом ставляться до вакцинації проти COVID-19, 28 % підтримують вакцинацію проти COVID-19, 24 % вагаються щодо вакцинації проти COVID-19 і що 12 % скептично ставилися до вакцинації проти COVID-19.
У середині листопада 2021 року опитування громадської думки «1 News — Colmar Brunton» показало, що 74 % жителів Нової Зеландії підтримують запровадження обов'язкової вакцинації для працівників освіти, охорони здоров'я, портів, прикордонників і в'язниць. 20 % виступили проти обов'язкової вакцинації, тоді як 6 % не знали. Сегменти, які найбільше підтримують політику обов'язкової вакцинації, включали прихильників Лейбористської партії (86 %), осіб із річним сімейним доходом понад 150 тисяч доларів США (85 %) та осіб віком 55 років і старших (81 %). Особи, які жили у Ваїкато (принаймні 30 %), частіше виступали проти обов'язкової вакцинації.

### Підтримка
Декілька християнських лідерів і деномінацій, у тому числі преподобний Фітіфіті Луатуа з конгрегаційної християнської церкви Самоа в Крайстчерчі, баптистські церкви Нової Зеландії, Англіканська церква та Католицька церква, підтримали зусилля щодо вакцинації проти COVID-19. Рада англіканських місій організувала кампанію збору коштів для кампаній вакцинації в бідніших країнах, у результаті якої до 11 вересня було зібрано 80 тисяч новозеландських доларів. Католицька церква також запустила кампанію «Люби ближнього свого, як самого себе» для боротьби з дезінформацією про вакцини проти COVID-19.
Після смерті члена Самоанської асамблеї Бога 6 жовтня 2021 року лідери місцевих деномінацій, у тому числі керівниця громади Ребека Толеафоа та речник церкви Джером Міка, закликали членів зробити щеплення.
Станом на 7 листопада 2021 року вся громада самоанської методистської церкви «Māngere Central» в Окленді, яка складається з 120 членів, була вакцинована завдяки інформаційній кампанії, проведеній преподобним Суївайя Тео за допомогою лідерів молодіжних груп церкви.
13 грудня 2021 року Новозеландський регбійний союз, національна федерація регбі, оголосив, що всі гравці, які бажають виступати в підліткових та дорослих турнірах з регбі у 2022 році, повинні пройти повну вакцинацію. Це рішення було схвалено всіма 26 провінційними регбійними союзами країни.

### Опозиція
Кілька лідерів християнських фундаменталістів, у тому числі пастори Мюррей і Ненсі Воткінсон із Крайстчерча, Браян і Ханна Тамакі з церкви «Destiny», лідер церкви «City Impact» Пітер Мортлок і прихильник теорій змови Біллі Те Кахіка, критикували проведення вакцинації проти COVID-19, по-різному описуючи вакцину як печать звіра, надмірність дій уряду, та сумнів у її ефективності.
Незважаючи на гучний спротив Тамакі обов'язковій вакцинації та політиці карантину, церква «Destiny» орендувала свою автостоянку у Вірі для проведення щеплень клініки «Whānau Ora Community Clinic». Клініка, яка провела десятки тисяч щеплень проти COVID-19 у своєму центрі масової вакцинації Таканіні, належить двом відомим членам церкви «Destiny» Ревіну Бхана та Джорджу Нгатаї.

## Проблеми та скандали

### Побічні явища
8 травня 2021 року міністерство охорони здоров'я країни підтвердило, що двоє осіб, які отримали вакцину Pfizer—BioNTech, померли. Було відомо, що цим особам було за 80 років. Прямого зв'язку між вакциною та їх смертю не встановлено. За розслідуванням їх смерті стежили Центр моніторингу побічних реакцій і національний регулятор лікарських засобів «Medsafe».
25 серпня 2021 року міністерство охорони здоров'я визнало, що 5 осіб під час вакцинації в центрі Гайбрук в Окленді отримали фізіологічний розчин замість дози вакцини Pfizer. У відповідь лікар-вакцинолог Гелен Петузіс-Гарріс, член урядової консультативної групи з впровадження імунізації проти COVID-19, пояснила інцидент помилками, допущеними під час процесу підготовки вакцини Pfizer до використання. Прес-секретар Національної партії щодо COVID-19 Кріс Бішоп і лідер партії ACT Девід Сеймур вимагали від уряду прозорості щодо проблеми з фізіологічним розчином.
28 серпня міністерство охорони здоров'я визнало, що контактувало з 13 людьми в регіоні Кентербері, які отримали меншу дозу вакцини Pfizer на початку місяця.
30 серпня незалежна рада з моніторингу безпеки вакцин проти COVID-19 і міністерство охорони здоров'я, відзначаючи першу зареєстровану смерть у країні, пов'язану з вакциною підтвердили, що жінка померла від міокардиту, рідкісного побічного ефекту вакцини Pfizer проти COVID-19. Справу передано до коронера для встановлення причини смерті.
18 грудня «1 News» і «Otago Daily Times» повідомили, що 26-річний житель Данідіна на ім'я Рорі Нейрн помер від пов'язаного з вакцинацією міокардиту в листопаді 2021 року після отримання першої дози вакцини Pfizer проти COVID-19. Наприкінці серпня та у вересні 2022 року коронерське розслідування смерті Нейрна розглядалося в окружному суді Данідіна. Під час розслідування були отримані свідчення фармацевта, вакцинатора компанії Нейрна, міністерства охорони здоров'я, служби охорони здоров'я Нової Зеландії та «MedSafe». Незважаючи на пораду міністерства охорони здоров'я наприкінці серпня 2021 року, яка попереджала фармацевтів і клініцистів про ризик міокардиту, аптека, її власник і вакцинатор не попередили пацієнта про ризик через суперечливу інформацію від органів охорони здоров'я, включаючи міністерство охорони здоров'я та Консультативний центр з імунізації. Патологоанатом Ноелін Ханг також засвідчила, що результати аналізів серця Нейрна виключили ліки, вірус, бактерію або рідкісну грибкову інфекцію як причини міокардиту.
14 грудня 2022 року незалежна рада з моніторингу безпеки вакцин проти COVID-19 повідомила міністерство охорони здоров'я Нової Зеландії, що виявлено четверту смерть, імовірно пов'язана з вакциною Pfizer проти COVID-19.

### Дезінформація та обман
Зусилля уряду щодо розгортання вакцини проти COVID-19 наштовхнулися на дезінформацію та обман з боку різних груп і засобів масової інформації, включаючи «Голоси за свободу» Клер Дікс, колишню партію «Advance New Zealand», і журнал «Real News» альтернативної медіакомпанії «Full Courts Press». У березні 2021 року «Voices for Freedom» об'єдналися з «Advance NZ» для розповсюдження примірників «The Real News» у поштових скриньках; зібрали 10 тисяч новозеландських доларів для друку та розповсюдження примірників журналу до травня 2021 року. Крім того, «Voices for Freedom» розповсюдили 2 мільйони листівок, які поширювали дезінформацію про вакцину Pfizer–BioNTech.
У середині червня 2021 року міністр освіти Іона Голстед попередила, що школи стають мішенню антивакцинаторів. Міністерство освіти також висловило стурбованість тим, що керівники шкіл не звертають увагу на дезінформацію в шкільних бюлетенях і що деякі директори пропагують нерішучість щодо вакцинації. У відповідь міністерство закликало освітян використовувати «належні джерела» для отримання перевіреної інформації.
У серпні 2021 року автор журналу «North & South» Емануель Стоукс повідомив, що деякі місцеві китайськомовні асоби масової інформації, зокрема «Chinese Herald» і вебсайт SkyKiwi, поширювали дезінформацію про неефективність західних вакцин проти COVID-19 на користь китайських вакцин. Лікар зі Східного Окленда Девід Ву назвав китайську соціальну медіа-платформу WeChat ключовим джерелом дезінформації про вакцини та пропекінської пропаганди в китайській громаді Нової Зеландії. Політолог Енн-Марі Брейді закликала уряд Нової Зеландії контролювати канали китайською мовою та надавати китайськомовним новозеландцям інформацію про COVID-19 китайською мовою для боротьби з дезінформацією.
У жовтні 2021 року кілька активістів проти вакцинації, включно з використанням Біллі Те Кахікою емоційної мови, порівнюючи урядові заходи щодо вакцинації та політику карантину з Голокостом, були розкритиковані як нечутливі та образливі для єврейської громади кількома єврейськими лідерами, включаючи голову Центру Голокосту Нової Зеландії Дебору Гарт, прес-секретаря Єврейської ради Нової Зеландії Джульєт Мозес і лідера Сіоністської федерації Нової Зеландії Роба Берг.
На початку листопада 2021 року «Проєкт щодо дезінформації Te Pūnaha Matatini» Університету Окленда 17 серпня 2021 року опублікував робочий документ, у якому досліджується обман та дезінформація про COVID-19 після початку спалаху варіанту Дельта. У документі виявлено, що ультраправі онлайн-спільноти в Новій Зеландії та за кордоном використовували різні платформи соціальних медіа, включаючи Telegram, для поширення дезінформації про вакцини проти COVID-19 і політику карантину за допомогою мемів, емоційних свідчень, а також мотивів і символів маорі. У документі також стверджувалося, що елементи, які виступають проти вакцинації, повторно привласнюють мотиви та символи маорі, такі як хікой та прапор Об'єднаних племен Нової Зеландії, щоб сприяти нерішучості щодо вакцинації серед населення маорі та використовувати расову напруженість. Газета стверджувала, що ультраправі елементи використовували вакцинацію проти COVID-19 як троянського коня для просування ультраправих ідеологій у Новій Зеландії з різних питань, включаючи контроль над зброєю, настрої проти маорі, гомофобію, трансфобію, консервативні сімейні цінності, мізогінію та імміграцію.
У середині грудня 2021 року Медична рада Нової Зеландії підтвердила, що проводить розслідування щодо трьох лікарів доктора Пітера Канаді, доктора Емануеля Гарсіа та доктора Метью Шелтона за поширення повідомлень проти вакцинації. Трьох лікарів також було відсторонено, і вони оскаржили це рішення в окружному суді, який мав розглянути їхні справи наступного року. Канаді поширив дезінформацію про вакцину Pfizer в онлайн-відео, а Шелтон поширив дезінформацію про вплив вакцини Pfizer у шоу ведучого Пітера Вільямса «Magic Talk» на каналі «Media Works» На початку квітня 2022 року Канаді та Шелтон успішно оскаржили рішення медичної ради призупинити дію їхніх ліцензій за висловлювання проти вакцинації. Суддя Стівен Гарроп постановив, що рада помилилася, відсторонивши пару до завершення розслідування, і заявив, що рада повинна була дозволити їм підписати добровільні зобов'язання, які обмежують їхні публічні заяви.

### Шахрайство
11 грудня 2021 року міністерство охорони здоров'я підтвердило, що розслідує поведінку чоловіка, якому заплатили за щеплення від COVID-19 10 разів протягом одного дня від імені інших людей. Вакцинолог і доцент Гелен Петусіс-Гарріс описала поведінку чоловіка як «неймовірно егоїстичну» і навела її як приклад того, як інші використовують когось, у кого бракує грошей.

### Правові проблеми

#### Опозиція щодо вакцинації
18 травня 2021 року міністр охорони здоров'я Ендрю Літтл оголосив, що уряд внесе зміни до розділу 23 Закону про лікарські засоби 1981 року після того, як суддя Високого суду Ребекка Елліс ухвалила рішення на користь твердження організації «Ngai Kaitiaki Tuku Ihu Medical Action Society» про те, що рішення уряду схвалити вакцину Pfizer–BioNTech проти COVID-19 перевищило їх повноваження. Організація стверджувала, що ця дія підірвала б довіру громадськості до вакцини та втратила запаси вакцин, які вже використовуються в країні.
На початку вересня 2021 року 12 військовослужбовців Сил оборони Нової Зеландії подали позов до Високого суду Веллінгтона, оскаржуючи директиву головнокомандувача Сил оборони, маршала авіації Кевіна Шорта про те, що військовослужбовці, які відмовляються від вакцинації, будуть звільнені. Їх адвокат Крістофер Гріггс стверджував, що директива була незаконною та порушувала право групи відмовлятися від лікування відповідно до Закону Нової Зеландії про Білль про права 1990 року.
У середині жовтня 2021 року 10 із 63 зареєстрованих акушерок, які працюють у Раді охорони здоров'я району Таранакі, заявили, що звільняться з роботи, а не вакцинуються проти COVID-19. У відповідь міністр з питань реагування на COVID-19 Гіпкінс захистив постанову уряду щодо обов'язкової вакцинації, заявивши, що «важливо, щоб люди, які працюють з дітьми, були вакциновані, щоб забезпечити їх безпеку».
8 листопада 2021 року організація «Лікарі Нової Зеландії говорять про науку»), «Вчителі Нової Зеландії говорять про науку» і група акушерок в особі адвоката Крістофера Ґріггса вимагали судового перегляду урядової постанови про обов'язкову вакцинацію проти COVID-19 для працівників освіти та охорони здоров'я. Позивачі оскаржили рішення про те, що працівники освіти та охорони здоров'я, які відмовляються від вакцинації, можуть втратити свою роботу, стверджуючи, що це було зловживанням громадянськими свободами та державною владою. 12 листопада суддя Метью Палмер відхилив аргумент позивачів про те, що обов'язкова вакцинація порушує право відмовитися від лікування, і відмовився зупинити виконання постанови до наступного судового слухання позивачами 22 листопада.
18 січня 2022 року група батьків, представлена групою під назвою «Худ», оскаржила рішення MedSafe розпочати щеплення вакциною Pfizer дітей віком від 5 до 11 років. Подання позивачів було заслухано суддею Рейчел Елліс у Високому суді Веллінгтона. Хоча Елліс надала анонімність позивачам та їхнім родинам, вона відхилила їхню заявку на негайне попереднє розпорядження про припинення вакцинації дітей. На наступному слуханні у Високому суді суддя Елліс відмовився видати тимчасове розпорядження про припинення вакцинації дітей до завершення повного судового розгляду.
25 лютого 2022 року суддя Високого суду Кук постановив, що урядовий постанова щодо обов'язкової вакцинації для поліції та сил оборони порушує право відмовитися від медичного лікування відповідно до Закону про Білль про права Нової Зеландії 1990 року. Він також розкритикував обов'язкову вакцинацію за те, що вона не допускає інших способів убезпечити людей, таких як віддалена робота чи регулярне тестування на COVID-19. 6 січня 3 невакцинованих співробітників вимагали судового перегляду обов'язкової вакцинації, що торкнулося 164 поліцейських і 115 військовослужбовців Сил оборони. Виносячи рішення на користь позивачів, Кук також уточнив, що вакцинація допомогла знизити ризик серйозних захворювань або смерті від COVID-19.
8 квітня суддя Високого суду Кук відхилив судовий перегляд позову груп «Лікарі Нової Зеландії, які виступають про науку» та «Вчителі Нової Зеландії, які говорять про науку», стверджуючи, що урядовий постанова про обов'язкову вакцинацію для працівників охорони здоров'я та освіти порушує право на відмову від медичної допомоги відповідно до Закону про Білль про права 1990 року. Кук постановив, що постанова є «очевидно виправданим обмеженням» права відмовитися від медичної допомоги.
28 червня група «Худ» розпочала другу спробу домогтися судового перегляду впровадження вакцини для дітей віком від 5 до 11 років. Суддя Ребекка Елліс раніше відхилила заявку групи на негайне припинення розповсюдження вакцини для дітей у лютому 2022 року. У своїх юридичних аргументах адвокат групи Девід Джонс цитував кількох лікарів, які виступають проти вакцинації, включаючи американського лікаря Роберта Мелоуна.
19 вересня група невакцинованих опікунів, представлена адвокатом Метью Гейгом, вимагала судового перегляду урядового постанови щодо вакцинації медичних працівників, стверджуючи, що вони втратили тисячі доларів доходу. Хоча спочатку міністерство охорони здоров'я звільнило доглядальників на дому від повноважень медичних працівників щодо вакцинації, згодом воно поширило цю постанову на доглядальниць. Захисник людей з інвалідністю Джейн Карріган стверджувала, що включення доглядальників вдома до повноважень щодо вакцинації медичних працівників було несправедливим, оскільки міністерство охорони здоров'я роками відмовляло їм у тих же правах, що й іншим медичним працівникам. 10 березня 2023 року суддя Високого суду Ван Бохемен постановив, що рішення тодішнього міністра з питань реагування на COVID-19 Кріса Гіпкінса поширити обов'язкову вакцинацію для осіб, які доглядають за сім'єю, було недійсним. Він також заявив, що опікуни мають право на компенсацію за втрачений дохід і закликав прем'єр-міністра Гіпкінса вибачитися перед ними.
Наприкінці березня 2023 року колишній студент вищого навчального закладу Тахі Рікс вимагав 1 мільйон новозеландських доларів як компенсацію від політехнічного інституту Ара в Кентербері. Заклад вимагав від усіх студентів і персоналу пройти повну вакцинацію до 14 лютого 2022 року. Невакцинованим особам, за винятком осіб, яким міністерство охорони здоров'я дало звільнення від вакцинації, було заборонено в'їзд на території кампусу закладу з цієї дати. Рікс стверджував, що обов'язкова вакцинація порушила його навчальні плани, і що заклад відмовив йому у варіантах дистанційного навчання. Рікс представляв себе сам під час слухання у Високому суді Крайстчерча. Політехнічний інститут був представлена адвокатом Оллі Пірсом, який захищав політику закладу щодо вимог до вакцинації як частину урядової програми захисту від COVID-19.
7 липня 2023 року суд з питань зайнятості постановив, що працівник порту Південного острова на прізвисько «GF» був безпідставно звільнений роботодавцем за відмову зробити щеплення від COVID-19 під час епідемії COVID-19. Суд постановив, що роботодавець, чия особа залишається прихованою, не співпрацював з названим працівником, не дотримувався тіканга (звичайних цінностей маорі) щодо трудових відносин між персоналом і не виконав своїх «посилених зобов'язань» відповідно до Закону про державну службу 2020 року.

#### Суперечки щодо вакцинації
16 липня суддя Пенелопа Гіннен із сімейного суду Пукекохе винесла рішення на користь матері п'ятирічного хлопчика, яка хотіла, щоб її син отримав вакцину Pfizer. Батько дитини був проти вакцинації на тій підставі, що ризики переважають переваги вакцини. Обґрунтовуючи рішення, суддя Гіннен сказала, що вона задовольняється тим, що вакцина безпечна, посилаючись на клінічні дослідження, які показали, що діти, які отримували вакцину Pfizer, мали лише легкі побічні ефекти, такі як біль у руці, головний біль і втома.

#### Суперечка про донорство крові «Baby W»
Наприкінці листопада 2022 року служба охорони Нової Зеландії вимагала законної опіки над хлопчиком (під назвою «Baby W»), якому потрібна була операція на серці після того, як батьки хлопчика відмовилися дозволити використовувати кров людей, вакцинованих проти COVID-19, під час операції. Судова справа була розглянута у Високому суді Окленда 30 листопада суддею Лейном Гарві. Відповідно до політики Національний банк крові Новозеландської служби крові не розділяє вакциновану та невакциновану донорську кров. Службу охорони здоров'я Нової Зеландії представляв Пол Вайт, а батьків «Baby W» — активістка та адвокат Сью Грей, яка виступає проти вакцинації. Крім того, батьків підтримала колишня телеведуча новозеландського телебачення та активістка проти вакцинації Ліз Ганн. Перше слухання пікетували 100 протестувальників проти вакцинації. Суддя Гарві призначив термінове слухання на 6 грудня 2022 року.
7 грудня суддя Голт з Високого суду Окленда виніс рішення у цій справі. У своєму рішенні суддя постановив, що «Baby W» перебуватиме під опікою суду, а два лікарі будуть призначені агентами суду для надання згоди на операцію, і, таким чином, операцію буде проведено. 8 грудня Грей і Ганн спочатку підтвердили, що батьки не будуть оскаржувати рішення судді передати опіку над немовлям службі охорони здоров'я, посилаючись на термінові медичні потреби дитини. Пізніше тієї ночі поліцію направили до лікарні «Starship», щоб забезпечити виконання рішення Високого суду після того, як батьки намагалися перешкодити медичному персоналу підготувати «Baby W» до операції на серці. Голт також видав надзвичайний наказ, що дозволяє поліції застосувати розумну силу, щоб вилучити «Baby W» з-під опіки його батьків, і запобігти їм перешкоджати хірургічному втручанню. У відповідь на заплановану операцію протестувальники проти вакцинації зібралися 9 грудня біля Верховного суду Окленда, лікарні «Starship» і міської лікарні Окленда. 9 грудня Грей підтвердила, що «Baby W» переніс успішну операцію на серці та добре одужує. 10 грудня Грей і батьки підтвердили, що продовжуватимуть оскаржувати рішення суду через судову систему.

### Суперечки щодо вакцинації маорі

#### Суперечка про код доступу до вакцинації маорі 2021
Після спалаху в Окленді в серпні 2021 року волонтерська агенція соціальних служб маорі Whānau Waipareira запустила програму підвищення рівня імунізації маорі та тихоокеанських народів проти COVID-19, надавши їм пріоритетний код доступу до «Trust Arena» у Західному Окленді. Через давні соціально-економічні відмінності в маорі зафіксували нижчі показники вакцинації проти COVID-19, ніж в інших етнічних груп Нової Зеландії, навіть якщо врахувати, що населення маорі молодше, ніж середній показник Нової Зеландії. Станом на 3 вересня 2021 року лише 19,5 % маорі віком від 12 років були повністю вакциновані, а 37,9 % отримали одну дозу вакцини.
6 вересня 2021 року лідер партії «ACT» Девід Сеймур привернув увагу засобів масової інформації, коли опублікував код доступу до вакцинації маорі для своїх підписників у твіттері. Його дії критикували за нібито саботування кампанії з покращення доступу маорі до вакцинації та розпалювання расової напруги. Серед його критиків були директор Національної коаліції Хауора Равірі Янсен, генеральний директор «Whānau Waipareira» Джон Таміхере, співлідер Партії маорі Деббі Нгарева-Пекер і співлідер Партії зелених Марама Девідсон. У відповідь на критику Сеймур відмовився вибачитися та відкинув звинувачення, заявивши засобам масової інформації, що «вірус не дискримінує за расою, тому ніхто не має переваг в захисті від нього».

#### Система світлофора
Кілька лідерів маорі та організацій громадянського суспільства, включаючи співлідерів Партії маорі Нгарева-Пакера та Равірі Вайтіті, а також Національний форум голів Іві розкритикували нову урядову систему «світлофора» для скасування карантину на основі рівня вакцинації, стверджуючи, що вона не відповідає вирішити проблему нижчого рівня вакцинації маорі.

#### Скандал щодо інформації про вакцинацію маорі
26 жовтня «Whānau Ora Commissioning Agency» (WOCA), яке представляє постачальників послуг для маорі на Північному острові, оскаржило відмову міністерства охорони здоров'я надати інформацію про вакцинацію маорі у Високому суді Веллінгтона. Міністерство охорони здоров'я погодилося оприлюднити лише дані осіб, які зареєструвалися в постачальника «Whānau Ora», та іншу анонімну інформацію. Агентство Комісії відповіло, що такий рівень інформації ускладнює охоплення важкодоступних громад, а також стверджувало, що відмова міністерства надати цю інформацію порушує Договір Вайтангі. Уряд заперечив, що оприлюднення інформації було б порушенням конфіденційності, яке могло б зірвати зусилля з вакцинації маорі.
Станом на 31 жовтня 72 % маорі отримали одну дозу вакцини проти COVID-19, тоді як 53 % отримали обидві дози, у порівнянні з 88 % і 75 % відповідно щодо загального населення, яке відповідає вимогам.
6 листопада 2021 року міністерство охорони здоров'я відмовилося надати дані про вакцинацію маорі агентству «Whanau Ora Commissioning Agency». Агентство запитало контактну інформацію всіх нещеплених маорі, які проживають на Північному острові, щоб воно могло націлитися на райони з низьким рівнем вакцинації. Виконавчий директор агентства Тамігере розкритикував міністерство охорони здоров'я за перешкоджання його зусиллям збільшити рівень вакцинації маорі. У відповідь генеральний директор служби охорони здоров'я Ешлі Блумфілд захистив рішення міністерства, заявивши, що вони запропонували альтернативний спосіб обміну особистою інформацією про здоров'я окремих маорі з уповноваженим агентством. 24 листопада міністерство охорони здоров'я погодилося оприлюднити частину даних, що стосуються маорі. Це включало інформацію, яка показала, що понад 52 тисячі маорі, які проживають між Оклендом і Вайкато, не були щеплені. 25 листопада комісія подала другий виклик до суду, щоб отримати інформацію про всіх відповідних маорі, які ще не були вакциновані. Тамігере звинуватила міністерство охорони здоров'я у небажанні допомагати громадам маорі.
19 листопада 2021 року кілька членів Ради маорі Нової Зеландії, включно з архідияконом Гарві Руру та Та Едвардом Дурі, подали заяву на термінове розслідування трибуналом Вайтангі щодо реакції уряду на епідемію COVID-19 у маорі. Позивачі стверджували, що урядова політика розгортання вакцинації та плани пом'якшити карантинні обмеження підвищили ризик зараження COVID-19 серед маорі. 21 грудня трибунал Вайтангі постановив, що проведення урядом вакцинації порушує принципи Договору Вайтангі щодо активного захисту та справедливості. Трибунал розкритикував рішення уряду віддати перевагу особам старше 65 років під час проведення вакцинації, встановивши, що воно не врахувало молодість населення маорі та вразливість його здоров'я. Трибунал також постановив, що перехід уряду до «системи світлофорів» не взяв до уваги низький рівень вакцинації маорі та потреби у сфері охорони здоров'я. Трибунал також виявив, що уряд не провів належних консультацій із медичними працівниками та лідерами маорі, і визначив, що зусилля, спрямовані на задоволення потреб маорі, такі як «фонд спільнот маорі проти COVID-19», були недостатніми. Трибунал Вайтангі рекомендував уряду покращити збір даних, покращити взаємодію з громадою маорі та надати кращу підтримку поточним зусиллям щодо вакцинації, тестування, відстеження контактів і підтримки маорі, інфікованих COVID-19.
10 грудня 2021 року генеральний директор служби охорони здоров'я Блумфілд погодився оприлюднити більше даних міністерства охорони здоров'я щодо невакцинованих маорі на Північному острові після двох судових перевірок. Блумфілд погодився надати Агентству з питань введення в експлуатацію та «Whānau Tahi» інформацію про всіх невакцинованих маорі в регіонах Нортленд, Гокс-Бей і Вангануї, але зі зменшеним обсягом інформації про тих, хто живе у Вайрарапі, Раді охорони здоров'я округу Лейкс та Бей-оф-Пленті. оскільки декілька іві у цих областях виступали проти передачі даних Агентству з питань введення в експлуатацію або були зацікавлені в угоді про зіставлення даних з міністерством охорони здоров'я. У відповідь керівник агентства «Whānau Ora Commissioning Agency» Джон Таміхере заявив, що оприлюднення інформаційних даних було «занадто мало, занадто пізно», і звинуватив міністерство охорони здоров'я в обструкції.
19 січня 2022 року Таміхере заявив, що агентство «Whānau Ora Commissioning Agency» планує подати судовий позов проти міністерства охорони здоров'я, щоб змусити оприлюднити дані про нещеплених дітей маорі віком від 5 до 11 років. З моменту початку щеплень вакциною Pfizer дітей цієї вікової групи в середині січня 2022 року компанія «Whānau Ora» намагалася підвищити рівень вакцинації маорі в різних вікових групах. Після того, як не вдалося переконати міністерство охорони здоров'я оприлюднити дані про дітей маорі, «Whānau Ora» підтвердила, що розглядає можливість передачі свого позову проти міністерства охорони здоров'я до Високого суду, Трибуналу Вайтангі або Комісії з прав людини. У відповідь директор національної програми імунізації міністерства охорони здоров'я Астрід Корннеф заявила, що попередні рішення Високого суду не розглядали передачу особистої контактної інформації та статусу вакцинації дітей. Вона додала, що міністерство продовжуватиме проводити консультації з лідерами маорі, зацікавленими сторонами, постачальниками послуг (включаючи «Whānau Ora»), Управлінням уповноваженого у справах дітей (OCC) і Уповноваженим з питань конфіденційності щодо обміну особистими даними дітей.

### Рівень вакцинації серед тихоокеанських острів'ян
Станом на 21 вересня 2021 року сайт «Stuff» повідомляв, що лише 29 % із 80 тисяч відповідних членів самоанської громади в Окленді були вакциновані. Згідно з даними, оприлюдненими Координаційним центром охорони здоров'я Північного регіону (NRHCC) 12 вересня, 23791 самоанець, що проживає в метрополійному районі Окленда, був повністю вакцинований, а ще 21342 отримали першу дозу вакцини Pfizer. Понад 35 тисяч не були щеплені. У відповідь лідери самоанської громади запустили мотиваційну кампанію, щоб збільшити рівень вакцинації у своїй громаді.
До 31 жовтня 85 % жителів тихоокеанських островів отримали принаймні одну дозу вакцини, тоді як 69 % отримали обидві дози.

### Проблеми з якістю вакцини
7 березня 2022 року Рада охорони здоров'я Південного округу визнала, що 1500 осіб, які отримали вакцину Pfizer проти COVID-19 в районах Квінстауна і Центральному Отаго в період з 1 грудня 2021 року по 28 січня 2022 року, можуть бути не повністю захищені, оскільки вакцина, яку їм ввели, зберігалася при неправильній температурі. Постраждалий постачальник припинив надавати послуги з вакцинації в очікуванні результатів розслідування. Мер округу Квінстаун-Лейкс Джим Булт висловив розчарування проблемами зберігання вакцини та закликав постраждалих отримати дозу взамін.

### Рівень вакцинації в сільській місцевості
13 жовтня 2021 року дослідження Університету Отаго показало, що рівень вакцинації проти COVID-19 у сільській місцевості був нижчим, ніж у містах. Кількість людей, які зробили хоча б одну вакцинацію, була на 11 % нижчою в сільській місцевості та на 19 % нижчою у віддалених сільських районах порівняно з міськими центрами. Дослідження також показало, що кількість маорі в сільській місцевості, які отримали одну дозу, була на 10 % нижча, ніж у маорі в містах. Дослідження також виявило довший час доставки вакцини в сільській місцевості та менший доступ до послуг вакцинації як фактори, що впливають на нижчий рівень вакцинації в сільській місцевості. Джеймі Макфадден, власник розплідника «Hurunui Natives», також пояснював низький рівень вакцинації серед фермерів обмеженням часу, пов'язаним з роботою. Для вирішення проблеми з низьким рівнем вакцинації на західному узбережжі Південного острова була створена нова мобільна клініка, яка обслуговувала рибалок і місцевих фермерів.

### Проблеми з постачанням
Наприкінці жовтня 2021 року сайт «Stuff» у повідомленні зазначив негнучкість бронювань і неправильне спілкування як фактори, які заважають людям робити щеплення. У повідомленні також було виявлено, що маорі відчували незручність у системі онлайн-бронювання через їхнє небажання ділитися інформацією та віддавали перевагу системі особистого прибуття.
У середині грудня 2022 року радіо Нової Зеландії повідомило, що термін придатності партії з 592 тисяч доз вакцини Pfizer проти COVD-19 закінчився до 31 січня 2022 року, посилаючись на дані, опубліковані службою охорони здоров'я Нової Зеландії. Щомісяця видавали близько 64 тисяч вакцин. Міністерство охорони здоров'я звернулося до Pfizer з проханням продовжити терміни придатності деяких серій. Вакцинолог Гелен Петузіс-Гарріс пояснила зупинку використання ревакцинації поєднанням втоми від вакцинації та підвищення рівня зараження, що означало, що інфіковані особи не могли отримати щеплення.>
28 березня 2023 року служба охорони здоров'я підтвердила, що знищила 870 тисяч прострочених доз вакцини Pfizer проти COVID-19, а ще 570 тисяч доз планувалося знищити 31 березня.

### Погрози та насильство
31 жовтня 2021 року група сімейного здоров'я «Pasefika» в районі Окленда Панмурі зазнала вандалізму після успішного заходу з вакцинації в громаді. Крім того, співробітники отримали образи та погрози в Інтернеті від антивакцинаторів.
13 грудня 2021 року медсестра з Данідіна на ім'я Лорен Бренсгроув була направлена Радою медсестер Нової Зеландії до комітету з професійної поведінки після того, як вона висловила насильницькі погрози в соціальній мережі Telegram до вакцинаторів проти COVID-19 і медичних працівників перед запланованою урядовою вакцинацією дітей віком від 5 до 11 років. Бренсгроув також брала участь у протестах проти карантину, організованих групою проти вакцинації «Голоси за свободу» в Данідіні. Після висвітлення в засобах масової інформації Бренсгроув вибачилася за свій пост, і пообіцяла не переслідувати вакцинаторів. Крім того, Медична рада Нової Зеландії, Корпорація з компенсації нещасних випадків, міністерство охорони здоров'я та поліція підтвердили, що знають про її публікації, та проводять власні окремі розслідування. У січні 2021 року Радіо Нової Зеландії повідомило, що Бренсгроув була видалена з публічного реєстру Ради медсестер, що завадило їй займатися медичною практикою. Крім того, її звільнили з роботи клінічного радника в Корпорації з компенсації нещасних випадків.
27 грудня 2021 року поліція почала розслідування щодо лідера церкви «Destiny» Браяна Тамакі після того, як він погрожував підірвати мобільні клініки вакцинації, виступаючи проти введення вакцин від COVID-19 дітям віком від 5 до 11 років. Згідно з «The New Zealand Геральд», Тамакі висловив цю передбачувану погрозу під час проповіді 26 грудня, яку було завантажено на вебсайт церкви «Destiny». У той час Тамакі перебував під заставою в очікуванні суду за організацію кількох протестів проти карантину в Окленді всупереч розпорядженням громадської охорони здоров'я щодо COVID-19.
8 лютого 2022 рокуцентр вакцинації та тестування «Te Kaika» в Сент-Кілда у Данідіні став мішенню вандалів, які виступають проти вакцинації, які розписали контейнери та приміщення антивакцинальними повідомленнями. Виконавчий директор «Te Kaika» Альбі Лоуренс підрахував, що очищення графіті коштуватиме громадському фонду охорони здоров'я 50 тисяч новозеландських доларів. У попередньому році вандали напали на центр вакцинації та тестування «Te Taika», завдавши збитків на 16 тисяч новозеландських доларів.

### Невакциновані громадяни та постійні жителі країни
У середині квітня 2022 року група під назвою «Забуті Нової Зеландії» погрожувала подати в суд на уряд через його заборону на в'їзд до країни невакцинованим особам, які мають право на постійне проживання. Через послаблення прикордонних обмежень невакцинованим громадянам Нової Зеландії дозволили в'їзд до країни. Адвокат групи Метью Хейг стверджував, що немає жодного ризику для зміни політики, оскільки всі особи, які прибувають до Нової Зеландії, пройшли тестування, та велика кількість місцевої передачі вірусу. У відповідь епідеміолог Майкл Бейкер висловив занепокоєння тим, що дозвіл на в'їзд більшій кількості невакцинованих осіб збільшить передачу COVID-19. Міністр з питань реагування на COVID-19 Кріс Гіпкінс зазначив, що прикордонна політика країни щодо COVID-19 переглядається. Пол Гант з Комісії з прав людини закликав уряд переглянути заборону на в'їзд до країни невакцинованим постійним жителям.
На початку травня 2022 року Гіпкінс оголосив, що невакциновані особи з діючими візами, постійні жителі та громадяни Австралії, які проживають у Новій Зеландії, зможуть подорожувати до країни та з неї без необхідності проходити керовану ізоляцію та карантин. Він вказав на низькі ризики для здоров'я від передачі за кордоном і високий рівень вакцинації в Новій Зеландії як основу для послаблення урядом обмежень на в'їзд на кордоні.

### Сумніви щодо вакцинації
На початку листопада 2021 року декілька керівників освітніх закладів висловили занепокоєння щодо нерішучості щодо вакцинації серед вчителів і працівників дошкільного віку. Президент Асоціації директорів середніх шкіл Вон Куйо та президент Федерації директорів Перрі Раш підрахували, що в секторі середніх шкіл було 2 тисячі вчителів, які вагалися щодо вакцинації. Раш також повідомив, що медичний персонал, який виступає проти вакцинації, включаючи остеопатів, гомеопатів, лікарів загальної практики, фізіотерапевтів і акушерок, видавав викладачам підроблені сертифікати про звільнення від вакцинації. Виконавчий директор «Te Rito Maioha Early Childhood New Zealand» Кеті Вулф сказала, що її сектор отримав лише кілька запитів про тих, хто утримується від вакцинації.
У відповідь на те, що співробітники представили сертифікати про вакцинацію, президент Асоціації директорів початкових класів Мелані Веббер звернулася до уряду з проханням пояснити, як поводитися з персоналом, який вагається щодо вакцинації. Королівський коледж лікарів загальної практики Нової Зеландії також попередив членів не видавати подальших сертифікатів вакцинації, доки міністерство охорони здоров'я та Консультативний центр з імунізації не усунуть «очевидну лазівку» в правилах, які стосуються «невизначених проблем зі здоров'ям». Відповідно до законодавства Нової Зеландії, будь-який медичний працівник, зареєстрований відповідно до Закону про забезпечення компетентності медичних працівників 2003 року, включаючи лікарів загальної практики, стоматологів, ортопедів і акушерок, може надати сертифікати звільнення від вакцинації.
У жовтні 2021 року Медична рада Нової Зеландії (MCNZ) розпочала розслідування щодо Софі Фебері, лікаря загальної практики медичного центру Метвен у Центральному Кентербері, яка підтримувала негативні погляди на вакцинацію проти COVID-19, і невдало намагалася просувати івермектин. Раніше Фебері було заборонено бачитися з пацієнтами особисто за відмову зробити щеплення та участь у мітингу проти вакцинації, організованому Коаліцією свобод і прав.
3 листопада 2021 року група активістів «Голоси за свободу» організувала захід у школі Ньюбері в Палмерстон-Норт для осіб, які прагнуть звільнення від вакцинації. Однак згодом школа та міністерство освіти відмовилися дозволити «Голосам за свободу» використовувати свої приміщення, що призвело до скасування заходу. У публікаціях у соціальних мережах, які рекламували цю подію, стверджувалося, що «зареєстровані лікарі» продавали сертифікати вакцинації за 10 доларів для окремих осіб і 20 доларів для сімей. Подібний захід підписання звільнення від вакцинації був проведений у церкві адвентистів сьомого дня в Палмерстон-Норт 1 листопада. У відповідь на події в Палмерстон-Норт міністр з питань реагування на COVID-19 Гіпкінс оголосив, що уряд створить централізовану систему для затвердження винятків щодо вакцинації, і пояснив, що практика продажу сертифікатів вакцинації або їх безкоштовного надання є незаконною.
На початку грудня 2021 року повідомлялося, що телекомпанія «Newshub» зафіксувала, як лікар загальної практики з Каяпої на ім'я доктор Джоні Жируар незаконно продавала медичні довідки на протипоказ вакцинації проти COVID-19. Це порушує правила, які дозволяють лише міністерству охорони здоров'я надавати медичні виключення, пов'язані з COVID-19. Також було зафіксовано, як лікар робила заяви проти вакцинації та визнала, що вона не була вакцинована проти COVID-19, порушуючи обов'язки щодо вакцинації для медичних працівників. У відповідь Новозеландська медична асоціація та поліція підтвердили, що за сприяння міністерства охорони здоров'я вони розслідують діяльність Жируар з приводу порушення Закону про злочини 1961 року та Наказу про реагування на COVID-19 (щодо щеплення) 2021 року.
12 грудня Медична рада Нової Зеландії підтвердила, що вони розслідують діяльність чоловіка Жируар Майкла, тоді як міністерство охорони здоров'я відмовило Джоні у «тимчасовому звільненні від значних перебоїв у наданні послуг» після висвітлення їхньої діяльності в засобах масової інформації, щоб дати їй можливість особисто лікувати пацієнтів без щеплення. Пара була розкритикована як з боку члена парламенту Джеррі Браунлі, так і депутата від Лейбористської партії Дункана Вебба, причому перший закликав відсторонити лікарку, а другий описав їх дії як «кидання виклику науці». 10 січня 2021 року Медична рада підтвердила, що Жируар більше не зареєстрована як лікар загальної практики після того, як вона за власним бажанням подала заяву на виключення з національного реєстру лікарів.
Наприкінці березня 2022 року близько 100 осіб із групи «Silent no More» передали до парламенту петицію на 12 тисяч голосів із вимогою визнати новозеландців, які стверджували, що постраждали від вакцинації проти COVID-19. Делегацію зустрів член парламенту Кріс Пенк, який був поінформований про петицію від виборців.

### Накази щодо вакцинації
11 листопада 2021 року член Ради охорони здоров'я Південного округу Ілка Бехейс пішла у відставку після того, як вона використала свою посаду, щоб виступити проти наказу по супемаркету «Countdown» вакцинувати всіх, працівників і проголосувала проти пропозиції районної ради охорони здоров'я, яка закликає до зобов'язань щодо принаймні 90 % рівня вакцинації в громадах.
17 листопада 1309 невакцинованих працівників серед 80 тисяч працівників загалом 20 районних управлінь охорони здоров'я країни були звільнені через невиконання урядової постанови щодо вакцинації. 463 співробітники, які звільнилися, були медсестрами, тоді як 723 інших включали старших медичних працівників, акушерок і дипломованих медичних працівників.
На початку серпня 2022 року радіо Нової Зеландії повідомило, що в травні 2022 року виконавчий директор Коледжу акушерок Елісон Едді написала листа міністру охорони здоров'я Ендрю Літтлу та міністру з питань реагування на COVID-19 Крісу Гіпкінсу, закликаючи їх переглянути можливість скасування заборони на нещеплених акушерок з метою подолання кадрової нестачі в галузі охорони здоров'я. Крім того, інші лідери охорони здоров'я, в тому числі Керолайн Конрой, співкерівник Представництва та консультативної служби акушерів (MERAS) і вакцинолог Університету Окленда Гелен Петузіс-Гарріс, висловили підтримку перегляду вимог щодо вакцинації для медичних працівників. 2 серпня прес-секретар Національної партії з питань COVID-19 Кріс Бішоп закликав уряд скасувати вимогу про вакцинацію для медсестер та інших медичних працівників, щоб вирішити проблему нестачі кадрів у секторі охорони здоров'я.
Станом на 21 грудня 2022 року газета «The New Zealand Herald» повідомила, що 447 вчителів у Новій Зеландії звільнилися або були звільнені через відмову зробити вакцинацію проти COVID-19 у період з листопада 2021 року по 20 квітня 2022 року; з посиланням на дані, оприлюднені міністерством освіти відповідно до Закону про офіційну інформацію.